# عقيق
العقيق تعبير لا يصف معدن معين ولكن يطلق على مجموعة من الأشكال المختلفة للسيليكا، وخصوصا الخلقدوني هو حجر كريم من نوع المرو المسامي دقيق التعريق يوجد على هيئة مخطط من العقيق الأبيض. ويوجد بشكل رئيسي على هيئة طبقات في تجويفات الصخور الرسوبية.. ومعظم أنواع العقيق ذات ألوان قاتمة. وتتنوع خطوطها ابتداءً من الأبيض، مرورا بالرمادي، وانتهاء بالأسود. وقد تكون الخطوط حمراء باهتة، أو صفراء، أو زرقاء في بعض الحالات. وتنجم تلك الألوان عن وجود الشوائب مثل أكسيد الحديد، وأكسيد المنجنيز. وتختلف أنواع العقيق في أنماط خطوطها؛ فالعقيق اليماني نوع من العقيق يتميز بخطوطه المتوازية الواقعة على سطح مستو. أما خطوط العقيق العيني، فإنها تشكل دوائر تنتشر من المركز إلى الخارج؛ بينما العقيق الحزازي نوع رقيق شبيه بالحزاز.
| عقيق                                    | عقيق                                               |
| حصوة عقيق مطحلب، طولها 1 بوصة (2.5 سم). | حصوة عقيق مطحلب، طولها 1 بوصة (2.5 سم).            |
| عام                                     | عام                                                |
| --------------------------------------- | -------------------------------------------------- |
| الصنف                                   | معدن                                               |
| الصيغة الكيميائية                       | سيليكا, SiO2                                       |
| التوصيف                                 |                                                    |
| اللون                                   | أبيض إلى رمادي، أزرق فاتح، برتقالي إلى أحمر، أسود. |
| السلوك البلوري                          | سيليكا بلورية                                      |
| نظام التبلور                            | سداسي الأضلاع                                      |
| انفلاق Cleavage                         | None                                               |
| شدخ Fracture                            | محاراني Conchoidal بحواف حادة جداً.                 |
| مقياس موز للصلابة                       | 7                                                  |
| البريق                                  | شمعي                                               |
| معامل الانكسار                          | شفاف إلى شفاني (مضيء داخلياً) Translucent           |
| تعدد الألوان Pleochroism                | لا يوجد                                            |
| تعريق Streak                            | لا يوجد                                            |
| الوزن النوعي                            | 2.6                                                |
| قابلة الانصهار                          | ?                                                  |
| قابلية الذوبان                          | ?                                                  |
| الأصناف المختلفة                        |                                                    |
| لا توجد                                 |                                                    |

ينتمي العقيق إلى أحجار السلكا ويعد من الفصيلة غير المتبلورة منها يتألف كيميائيا من ثاني أكسيد السلكون SIO2 ويشوبه أكسيد الحديد وأحيانا بعض النيكل كما قد تكتنفه فقاعات ماء أو غاز وهو يتكون من ترسب محاليل مائية ويتواجد في الحمم البركانية فيملأ التجاويف التي أحدثها انبثاق الغازات أثناء أنجماد الصهارة كما يعثر عليه في الصخور الرسوبية وبين الحصى وهو ذو ألوان متباينة وبريق شمعي شفاف أو نصف شفاف أو معتم.
ينتسب العقيق إلى أنظمة التبلور السداسية ووزنه النوعي ما بين (2.60 - 2.65) ومعامل انكساره ما بين (1.544 – 1.553).

## من أنواعه
- العقيق الأحمر وأجوده ما اشتدت حمرته وأفضله يعرف باليماني جزع ويطلق على الأنواع الحمراء والبرتقالية اسم كارنيليان CARNELIAN أما الحمراء الذهبية والحمراء البنية فتدعى سارد SARD وله ثلاثة اشكال الدموي والكبدي ووالمخلوط.
- العقيق الأصفر ويوجد منه الأصفر الفاتح والأصفر الخالص والأخير يسمونه شرف الشمس.
- العقيق الأبيض اللبني اللون.
- العقيق الأزرق يعرف باسم الكالسيدوني الأزرق BLUE CHALCEDONY وهو ذو زرقه باهته عادة.
- العقيق الأخضر وهو نادر ويعزى اللون الأخضر إلى آثار النيكل.
- العقيق عديم اللون التي تشبه إلى حد بعيد أحجار البلور CRISTAL.
- العقيق متعدد الألوان وهو العقيق المتقزح IRIS CARNELIAN والعقيق المبرش BRICCIATED AGATE والعقيق المطحلب MOSS AGATE ذو البقع تشبه الطحالب أو الشعب والعقيق المريش PLUM AQATE فيه نقط لو قطعت لبدت كهيئة الريش أو الزهور.
  - مواطن العقيق**

والعقيق من الأحجار الكريمة يوجد في أستراليا في وادي العقيق بالغرب من نهر روبرتسون وفي أمريكيا في منطقة اوريجون ومونتانا وكاليفورنيا ويونغ وواشنطن والبحيرات العظمى وفي البرازيل في المناطق الجنوبية وفي أوروجواي في المنطقة الشمالية من البلاد وفي تشيكوسلوفاكيا وفي ألمانيا وفي اليمن وفي الهند وفي الصين.
أولاً – المواطن القديمة:
- 1- اليمن: ليس أشهر بين العرب من العقيق اليماني (جزع) (بالإنجليزبة Onyx) بين سائر أنواع العقيق وقال البيروني أن الحجر العقيق من العقيق اليماني (جزع) بجبل هودان. وفي جبل هران قرب مدينة ذمار معادن الحجارة النفيسة كالعقيق الأحمر والأصفر والأبيض والوردي وتحظى الأصناف اليمانية عموما بتفضيل معظم الجوهريين وكان الأقدمون يعدونها أجوده.
- 2- الهند: نقل عن صاحب سر الأسرار أن الهند والسند من مواطن العقيق ولكنه أكد أن اليماني أجود من الهندي
- 3- الأردن لم نجد بين المصادر الحديثة من يذكر هذا الموضوع كأحد مواطن الحجر.
- 4- الصين: زعموا أن أهلها كانوا يكرهون أن تحفر معادنه بيد أن الغجر هناك كانوا يتولون بعضه.

ثانياً: الموطن الحديثة:
- 1- أستراليا، 2 - الولايات المتحدة الأمريكية
- 3- البرازيل: يستورد معظم العقيق العالمي اليوم من البرازيل ويعتبر جنوب البلاد أهم مصادره العالمية.
- 4- أورغواي: 5- سلوفاكيا: تشتهر بالصنف المرطب من العقيق 6- ألمانيا

## خصائص العقيق
يشتهر العقيق بأنه مادة عازلة فلا يمكن أن يتعرض أي شيء يوضع بشكل ملامس للعقيق للحرق ولا يتأثر بالحرارة ( الجزء الملامس للحجر فقط)

## استخدامه
يستخدم حجر العقيق بشكل رئيسي في صنع الحلي، مثل الدبابيس ودبابيس الزينة بالأضافة إلى لبسه كخاتم بمحبس فضة وماهو يحملة أغلب المسلمين في اليد اليمنى، كما أن صلابة العقيق وقدرته على مقاومة الحموض يجعلانه عظيم القيمة في صنع هاونات السحن. وتستخدم هذه الأدوات لتكسير وخلط المواد الكيميائية. ويأتي معظم العقيق من محاجر في البرازيل والأوروغواي. وقد كانت بلدة إدار ـ أوبرشتين الألمانية، ولا تزال المركز الرئيسي لقطع وصقل حجر العقيق منذ مئات السنين.

## معرض صور

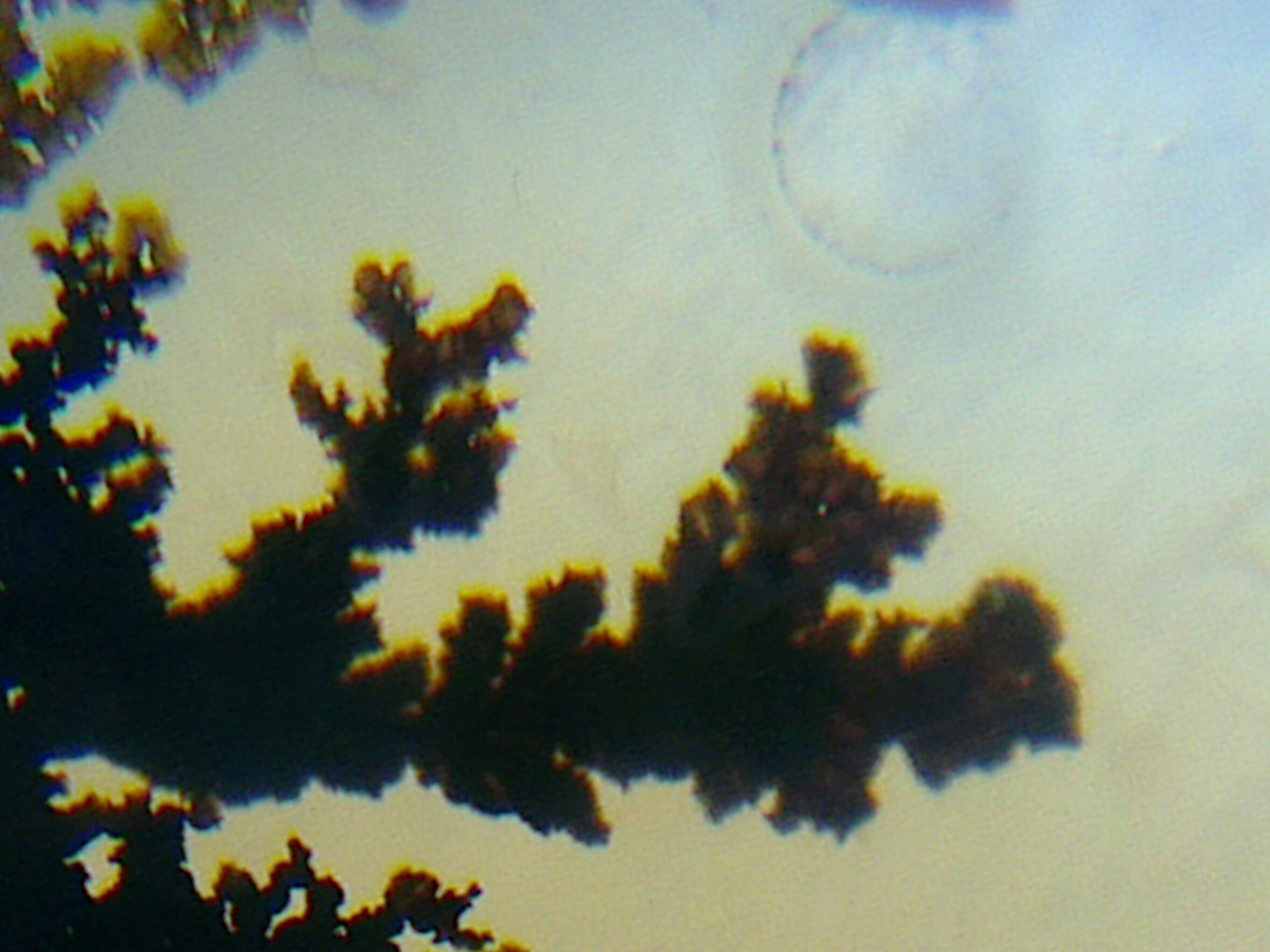
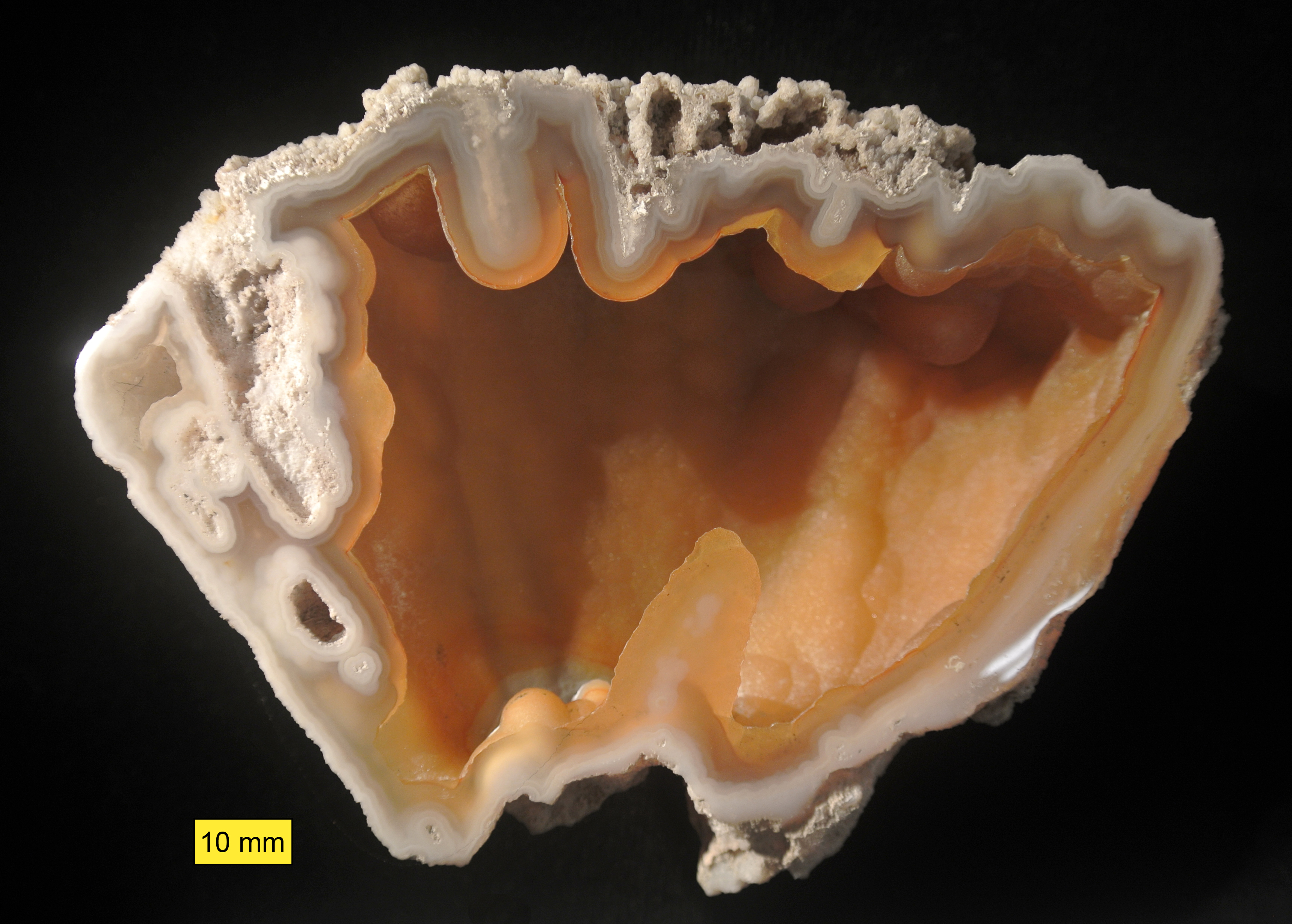
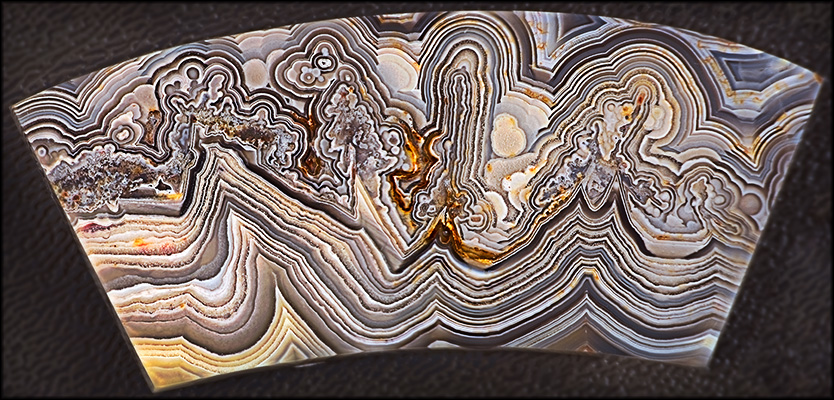
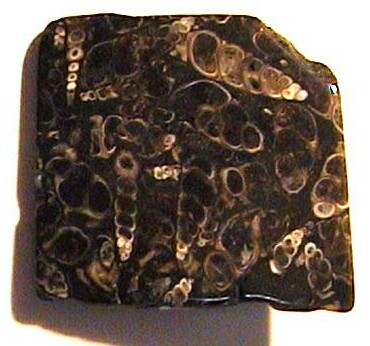